# Vela ai Giochi della VII Olimpiade
Le competizioni di vela ai Giochi della VII Olimpiade si sono svolte dal 7 luglio al 4 settembre 1920 a Ostenda.
Si sono svolti 14 eventi dei 16 in programma, di cui solo 1 con più di tre equipaggi partecipanti e hanno visto la partecipazione di 24 equipaggi, 101 velisti (di cui una donna) rappresentanti 6 nazioni.

## Podi
| Evento                            | Oro | Argento                                                                            | Bronzo                                                                                                 |
| Dinghy 12 piedi (dettagli)        | Paesi Bassi Beatrijs III Johan Hin Cornelis Hin Frans Hin | Paesi Bassi Boreas Arnoud van der Biesen Petrus Beukers                            | Non assegnata                                                                                          |
| Dinghy 18 piedi (dettagli)        | Gran Bretagna Brat Francis Richards Thomas Hedberg | Non assegnata                                                                      | Non assegnata                                                                                          |
| 6,5 metri (dettagli)              | Paesi Bassi Oranje Joop Carp Petrus Wernink Berend Carp | Francia Rose Pompon Albert Weil Félix Picon Robert Monier                          | Non assegnata                                                                                          |
| 6 metri (regole 1907) (dettagli)  | Belgio Edelweiss II Émile Cornellie Florimond Cornellie Frédéric-Albert Bruynseels                                                                                | Norvegia Marmi II Einar Torgersen Leif Erichsen Annan Knudsen                      | Norvegia Stella Henrik Agersborg Trygve Pedersen Einar Berntsen                                        |
| 6 metri (regole 1919) (dettagli)  | Norvegia Jo Andreas Brecke Paal Kaasen Ingolf Rød | Belgio Tan-Fe-Pah Léon Huybrechts John Klotz Charles Van Den Bussche               | Non assegnata                                                                                          |
| 7 metri (dettagli)                | Gran Bretagna Ancora Cyril Wright Dorothy Wright Robert Coleman William Maddison                                                                                  | Norvegia Fornebo Niels Nielsen Johan Faye Christian Dick Sten Abel                 | Non assegnata                                                                                          |
| 8 metri (regole 1907) (dettagli)  | Norvegia Irene Carl Ringvold Thorleif Holbye Alf Jacobsen Kristoffer Olsen Tellef Wagle                                                                           | Non assegnata                                                                      | Non assegnata                                                                                          |
| 8 metri (regole 1919) (dettagli)  | Norvegia Sildra Magnus Konow Thorleif Christoffersen Reidar Marthiniussen Ragnar Vik                                                                              | Norvegia Lyn Jens Salvesen Lauritz Schmidt Fin Schiander Nils Thomas Ralph Tschudi | Belgio Antwerpia V Albert Grisar Willy de l'Arbe Georges Hellebuyck Léopold Standaert Henri Weewauters |
| 10 metri (regole 1907) (dettagli) | Norvegia Eleda Erik Herseth Sigurd Holter Ingar Nielsen Ole Sørensen Gunnar Jamvold Peter Jamvold Claus Juell                                                     | Non assegnata                                                                      | Non assegnata                                                                                          |
| 10 metri (Regole 1919) (dettagli) | Norvegia Mosk II Charles Archer Arentz Willy Gilbert Robert Giertsen Arne Sejersted Halfdan Schjøtt Trygve Schjøtt Otto Falkenberg                                | Non assegnata                                                                      | Non assegnata                                                                                          |
| 12 metri (regole 1907) (dettagli) | Norvegia Atlanta Henrik Østervold Halvor Birkeland Rasmus Birkeland Lauritz Christiansen Hans Naess Halvor Møgster Jan Østervold Kristian Østervold Ole Østervold | Non assegnata                                                                      | Non assegnata                                                                                          |
| 12 metri (Regole 1919) (dettagli) | Norvegia Heira II Johan Friele Arthur Allers Martin Borthen Kaspar Hassel Erik Ørvig Olav Örvig Thor Ørvig Egill Reimers Christen Wiese                           | Non assegnata                                                                      | Non assegnata                                                                                          |
| Skerry Cruiser 30m² (dettagli)    | Svezia Kullan Gösta Lundquist Rolf Steffenburg Gösta Bengtsson | Non assegnata                                                                      | Non assegnata                                                                                          |
| Skerry Cruiser 40m² (dettagli)    | Svezia Sif Tore Holm Yngve Holm Axel Rydin Georg Tengvall | Svezia Elsie Gustaf Svensson Ragnar Svensson Percy Almstedt Erik Mellbin           | Non assegnata                                                                                          |
| 8,5 metri                         | Non disputata per mancanza di iscritti | Non disputata per mancanza di iscritti                                             | Non disputata per mancanza di iscritti                                                                 |
| 9 metri                           | Non disputata per mancanza di iscritti | Non disputata per mancanza di iscritti                                             | Non disputata per mancanza di iscritti                                                                 |

## Medagliere
| Posizione | Paese         | Oro | Argento | Bronzo | Totale |
| --------- | ------------- | --- | ------- | ------ | ------ |
| 1         | Norvegia      | 7   | 3       | 1      | 11     |
| 2         | Paesi Bassi   | 2   | 1       | 0      | 3      |
| 2         | Svezia        | 2   | 1       | 0      | 3      |
| 4         | Gran Bretagna | 2   | 0       | 0      | 2      |
| 5         | Belgio        | 1   | 1       | 1      | 3      |
| 6         | Francia       | 0   | 1       | 0      | 1      |
| Totale    | Totale        | 14  | 7       | 2      | 23     |